# Cathedral Group

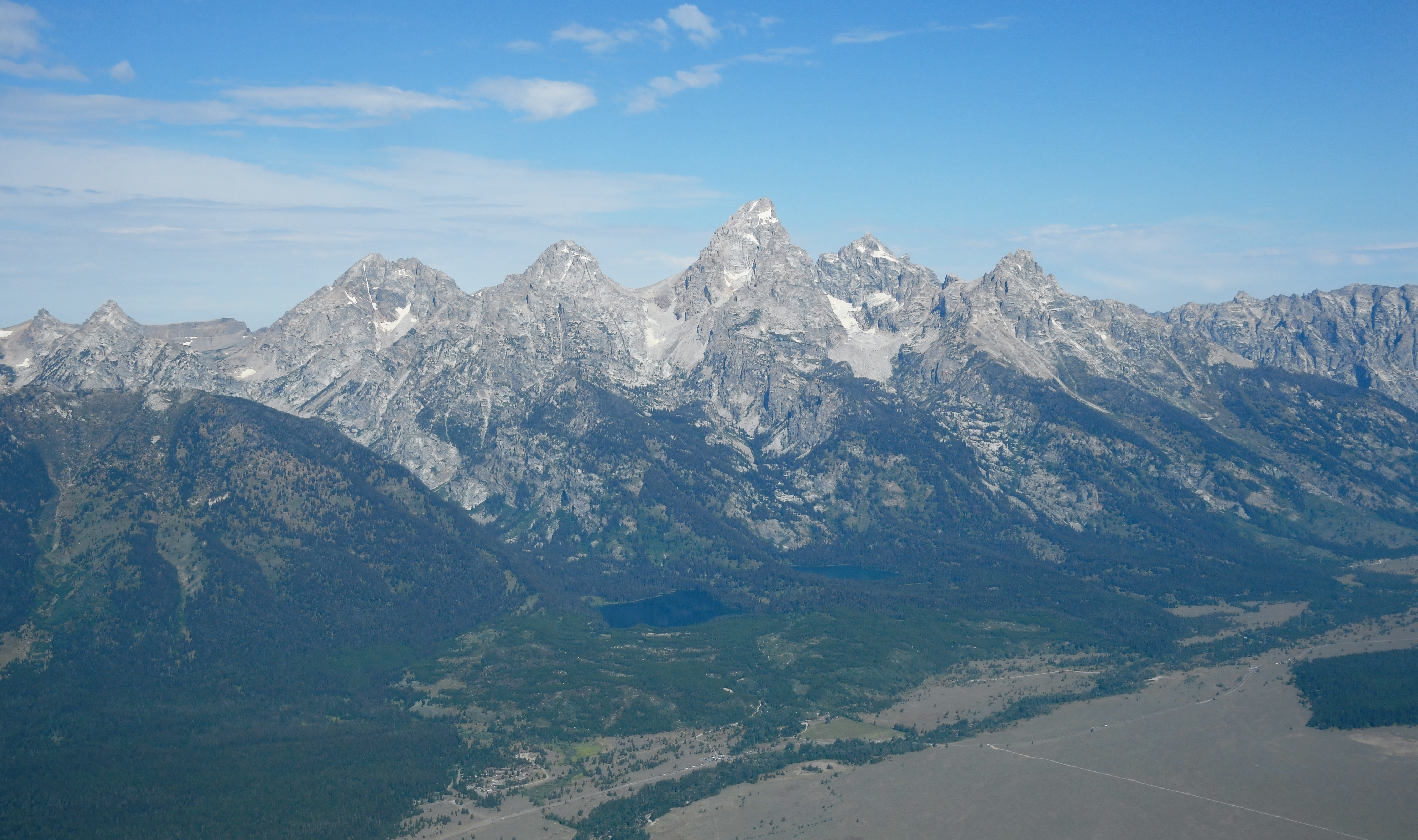
Luchtfoto van de Cathedral Group in Tetongebergte gezien van het zuidoosten met South Teton, Nez Perce Peak, Middle Teton, Grand Teton, Mount Owen, Teewinot Mountain (van links naar rechts; zie de beeldannotaties), Taggart Lake (links) en Bradley Lake (rechts).

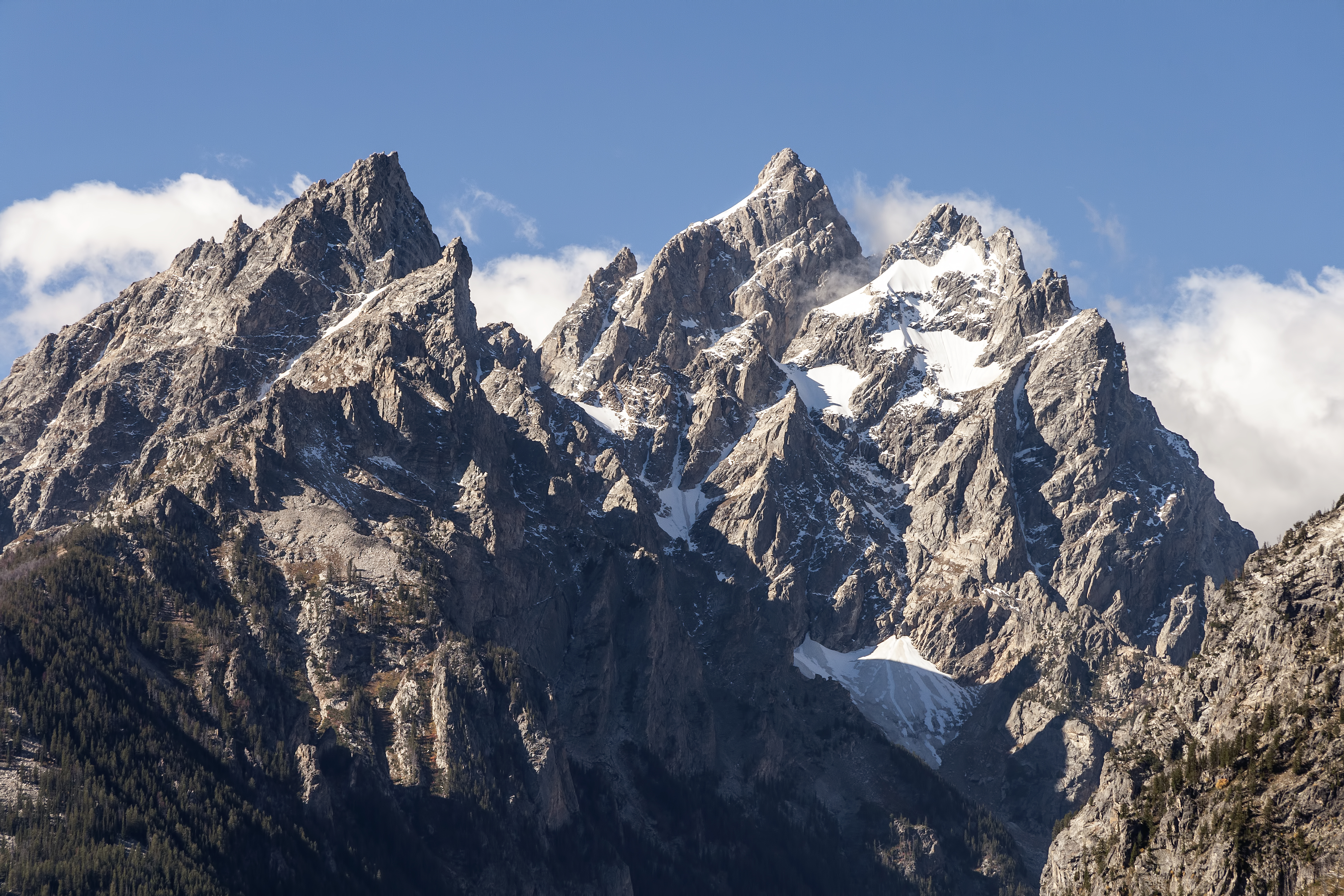
De Cathedral Group in Tetongebergte gezien van het noordoosten, met Teewinot Mountain (links), Grand Teton (midden) en Mount Owen (rechts).

De Cathedral Group (nedl. kathedraalgroep) is een informele benaming gebruikt om een deel van het Tetongebergte, gelegen in het Grand Teton National Park in de Amerikaanse staat Wyoming aan te duiden. De Cathedral Group omvat vele van de hoogste pieken van het Tetongebergte, en van de gehele staat Wyoming. Vele van de toppen binnen de Cathedral Group worden gekenmerkt door hun steil-piramidale vorm veroorzaakt door de inwerking van gletsjers tijdens opeenvolgende glacialen in het Kwartair. De steile piramidale vorm van deze pieken verklaart ook waarom men van Cathedral spreekt.
Een groot deel van de pieken binnen de Cathedral Group wordt gerekend tot de zogenaamde "twaalfduizenders", een term die in de Angelsaksische wereld aangeeft dat een berg minstens twaalfduizend voet (ca. 3700 m) hoog is. De Grand Teton is met een hoogte van 4199 m de hoogste berg in de Cathedral Group, en bij uitbreiding ook van het gehele Tetongebergte. In gans Wyoming is de Grand Teton de op een na hoogste berg, na Gannett Peak. De Grand Teton torent ongeveer 2100 m boven de brede Jackson Holevallei uit. Doorgaans rekent men alle bergen ten zuiden van de Cascade Canyon en ten noorden van de Death Canyon tot de Cathedral Group.
Zowat de helft van alle gletsjers in het Tetongebergte is gelegen binnen de Cathedral Group, waaronder ook de Teton Glacier, de grootste binnen het Tetongebergte. Andere gletsjers binnen de Cathedral Group zijn de Middle Teton Glacier, Teepe Glacier, and Schoolroom Glacier. Andere prominente geomorfologische verschijnselen binnen de Cathedral Group zijn onder andere arêtes, ketel-, trog- en hangende dalen, die allemaal ontstaan door de inwerking van gletsjers. Aan de voet van de Cathedral Group, in de Jackson Holevallei bevinden zich verschillende gletsjermeren zoals Jenny Lake, Bradley Lake en Taggart Lake, die allen ontstonden op het einde van het Laatste Glaciale Maximum. Tijdens deze periode lieten de krimpende gletsjers los gesteente achter in eindmorenes die nu fungeren als natuurlijke afdammingen voor deze meren.
Tussen de pieken zelf bevinden zich ook een klein aantal meren gevuld met smeltwater van de pieken.

## Bergen binnen de Cathedral Group

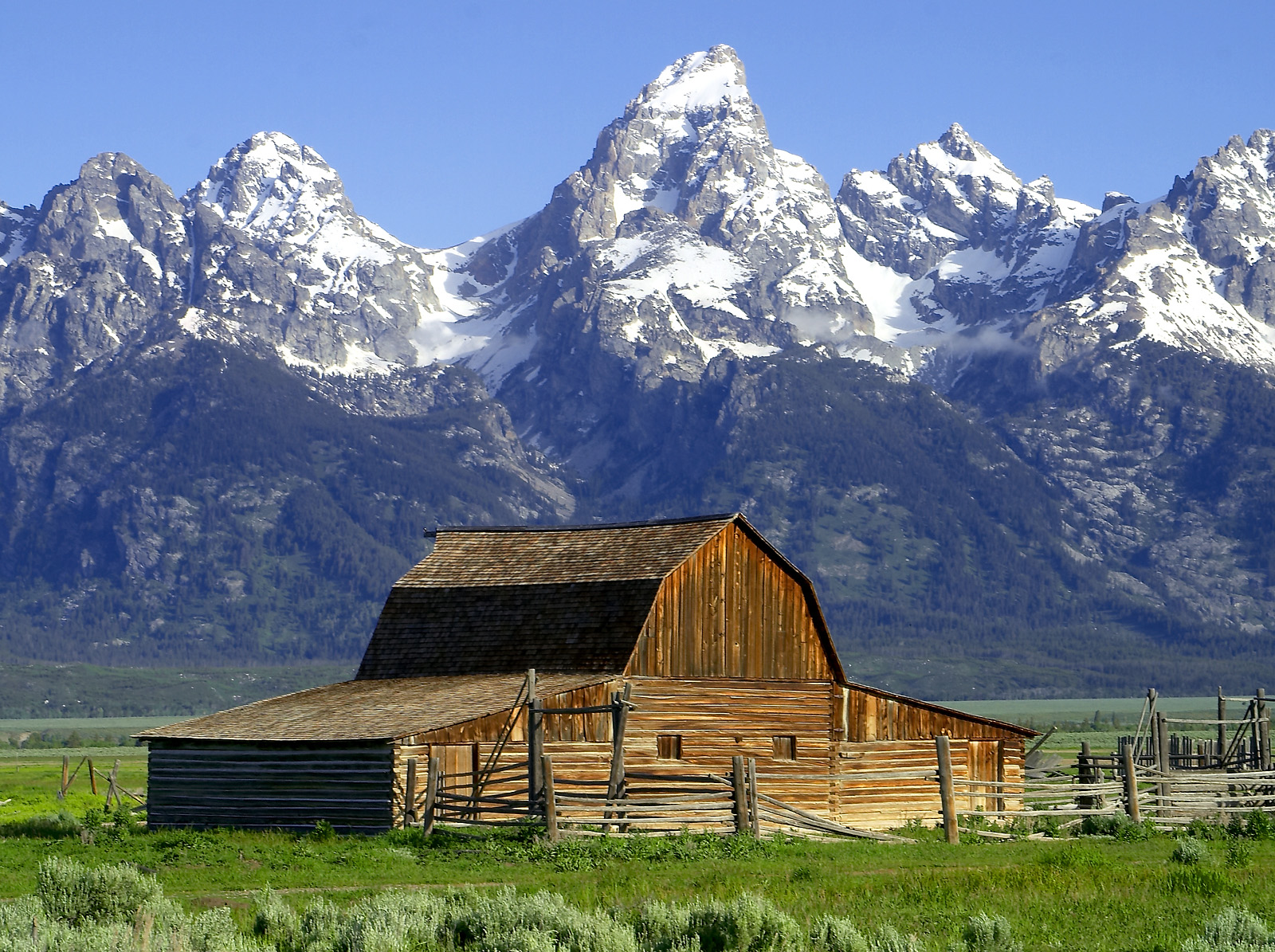
Zicht op de oostkant van de Cathedral Group vanuit de Jackson Holevallei V.l.n.r.: Nez Perce Peak, Middle Teton, Grand Teton, Mount Owen and Teewinot Mountain.

Naast de Grand Teton zelf, die in het noorden van de groep ligt, zijn Mount Owen, Middle Teton, South Teton, Teewinot Mountain, Teepe Pillar, Cloudveil Dome, Nez Perce Peak en Buck Mountain andere prominente pieken. Deze acht bergen behoren allen tot de top tien van hoogste bergen binnen het Tetongebergte.
Een minderheid onder de geografen rekenen enkel Grand Teton, Mount Owen en Teewinot Mountain tot de Cathedral Group. Het merendeel, echter, beziet alle pieken tussen de diepe Cascade en Death canyons als de Cathedral Group. Dit ten eerste omwille van hun sterke isolatie door de Cascade en Death canyons, en ten tweede door hun gemeenschappelijke erosiegeschiedenis.